# Guy Laporte
Pour les articles homonymes, voir Laporte et Guy Laporte (homonymie).
Pas d'image ? Cliquez ici

a Compétitions nationales et continentales officielles uniquement.

b Matchs officiels uniquement.
Guy Laporte, né le 15 décembre 1952 à Beaufort et mort le 28 janvier 2022 à Toulouse, est un joueur de rugby à XV évoluant au poste de demi d'ouverture (rugby à XV). International français de 1981 à 1987, il joue notamment en club avec le SC Graulhet.
Il a fait partie des buteurs les plus prolifiques de sa génération. Il est également connu pour sa grande maîtrise du drop goal.

## Biographie
Après sa carrière de joueur, il entre à la Fédération française de rugby. Il occupe entre autres le poste de président du comité de sélection de 1993 à 1995, manager de l'équipe de France de 1993 à 1995, directeur de tournée de l'équipe de France en Afrique du Sud et Nouvelle-Zélande puis lors de la Coupe du monde en 1995 en Afrique du Sud, et enfin vice-président de la FFR.
Il meurt le 28 janvier 2022 à Toulouse d'un infarctus, à l'âge de 69 ans. Ses obsèques se tiennent le 2 février en l'église de Beaufort en Haute-Garonne, suivies de l'inhumation au cimetière communal.

## Carrière

### En club
- 1971-1972 : Sporting Club rieumois.
- 1972-1988 : SC Graulhet

### En équipe de France
Guy Laporte dispute son premier test match le 7 février 1981, contre l'équipe d'Irlande, et son dernier contre l'équipe des Fidji, le 7 juin 1987 lors de la Coupe du monde 1987.
Il joue trois matchs du Tournoi des Cinq Nations 1981 que la France remporte en réussissant le Grand Chelem. Avec 29 points, il est de loin le meilleur réalisateur français.
Après avoir été remplaçant lors des Tournois de 1984 et 1985, il est titulaire en 1986. Il est ensuite remplaçant pendant le Tournoi du Grand Chelem de 1987.
Laporte dispute trois matchs de la Coupe du monde 1987.

### Avec les Barbarians
Le 23 novembre 1983, il est invité avec les Barbarians français pour jouer contre l'Australie à Toulon. Les Baa-Baas s'inclinent 21 à 23.

## Statistiques

### Tournoi des Cinq Nations
| Édition           | Rang | Résultats France | Résultats Laporte | Matchs Laporte |
| ----------------- | ---- | ---------------- | ----------------- | -------------- |
| Cinq Nations 1981 | 1    | 4 v, 0 n, 0 d    | 3 v, 0 n, 0 d     | 3/4            |
| Cinq Nations 1986 | 1    | 3 v, 0 n, 1 d    | 3 v, 0 n, 1 d     | 4/4            |

Légende : v = victoire ; n = match nul ; d = défaite ; la ligne est en gras quand il y a grand chelem.

### Coupe du monde
| Édition                            | Rang      | Résultats France | Résultats Laporte | Matchs Laporte |
| ---------------------------------- | --------- | ---------------- | ----------------- | -------------- |
| Nouvelle-Zélande et Australie 1987 | Finaliste | 4 v, 1 n, 1 d    | 3 v, 0 n, 0 d     | 3/6            |

Légende : v = victoire ; n = match nul ; d = défaite.

## Palmarès

### En club
Avec le SC Rieumes
- Championnat de France de troisième division :
  - Champion (1) : 1972

Avec le SC Graulhet
- Championnat de France de première division :
  - Demi-finaliste (1) : 1986
- Challenge Yves du Manoir :
  - Finaliste (1) : 1976 (ne dispute pas la finale)
  - Demi-finaliste (1) : 1980

### En équipe nationale
- Sélections en équipe nationale : 16
- Sélections par année : 6 en 1981, 7 en 1986, 3 en 1987
- Vice-champion du monde en 1987
- Tournois des Cinq Nations disputés : 1981, 1986
- Grand Chelem dans le Tournoi en 1981.

## Distinctions
- Chevalier de la Légion d'honneur, nommé le 10 mai 1995[6].